# 北海道女子サッカーリーグ
北海道女子サッカーリーグ（ほっかいどうじょしサッカーリーグ）は、日本の北海道に所在する女子登録チームが参加するサッカーリーグである。日本全国に9つある地域リーグのひとつであり、日本の女子サッカーリーグ編成において4部に相当する。

## 概要
2006年に設立、主催は北海道サッカー協会。基本大会形式は2回戦総当り制で、5月から10月頃にかけて行われる。2014年度には、参入希望チームがある場合の降格・入替制度を導入。2015年度からは、国民体育大会（国体）出場権をかけた「チャンピオンズマッチ」が開催されている。
2018年度は、過去最多の7チーム参加となる。その為大会形式が変更され、1回戦総当り後、上位4チームと下位3チームに分かれてそれぞれの総当たり戦で順位を決定する。
2020年度はCOVID-19流行の影響によりリーグ戦は行わず、皇后杯の予選を兼ねたノックアウトトーナメント（6位までの順位も決定する）のみを行った。なお同年は下部リーグとの入れ替えは行わないが、上位リーグ（チャレンジリーグ）からの降格チームが生じた場合は翌年度にそのまま北海道リーグに編入するものとしていた（実際には降格チームは生じず）。また2021年はリーグの開催自体は元の方式に戻すものの、皇后杯の予選を兼ねることは引き続き行うこととした。
下位リーグに当たる地区リーグ（2018年時点）は、札幌（札幌なでしこリーグ）と十勝（全十勝女子サッカーリーグ）で行われている。

## 参加クラブ（2024年）
| チーム                         | ホームタウン             | 2023年度の成績   | 2023年度の成績         |
| チーム                         | ホームタウン             | リーグ戦         | 北海道代表権           |
| ------------------------------ | ------------------------ | ---------------- | ---------------------- |
| ノルディーア北海道             | 札幌市                   | なでしこ2部 10位 | 皇后杯                 |
| 札幌大学女子サッカー部ヴィスタ | 札幌市豊平区             | 1位              | 皇后杯・インカレ       |
| 北海道リラ・コンサドーレ       | 札幌市を中心とする北海道 | 2位              | 全日本U-15             |
| 北海道文教大学付属高等学校     | 恵庭市                   | 3位              | 高校選手権             |
| クラブフィールズ・リンダ       | 札幌市清田区・江別市     | 4位              | 全日本U-18・全日本U-15 |
| 北海道大谷室蘭高等学校         | 室蘭市                   | 5位              |                        |
| 北照高等学校                   | 小樽市                   | 道U-18リーグ 3位 |                        |

- 2023年の開催要項では、なでしこリーグからの降格があった場合でも北海道リーグの入替対象チームは変更しないとしている[11]。
- 2023年の北海道代表権についての注記
  - 高校選手権は旭川実業高等学校も出場権を獲得。
  - 全日本U-15はリーグ戦とカップ戦に1枠ずつの出場枠があり、リーグ戦では北海道リラ・コンサドーレ、カップ戦ではクラブフィールズ・リンダが出場権を得た。

### 参入・入替戦
5月から8月にかけ、次年度以降北海道女子サッカーリーグに参入意向のあるチームを対象とし、北海道女子サッカーリーグのチームと対戦できる「交流戦」が実施されていた。
- 2010年：釧路リベラルティ[13]
- 2011年：帯広北高等学校[14]、とかち帯広FCなでしこ（十勝フェアスカイ リトルガールズ[15]）
- 2012年：小樽Corsa'rio
- 2013年：札幌大学ヴィスタ

2018年度は、北海道リーグへの参入戦を兼ねる、各ブロック（札幌・道央、道南、道東、道北の4つ）代表によるトーナメントを実施するものとした。その後も年によって同様の参入戦が実施されている。
| 年     | 北海道リーグからの 入替戦出場チーム | 入替戦 結果      | 参入戦からの 入替戦出場チーム | その他の参入戦出場チーム           |
| ------ | ----------------------------------- | ---------------- | ----------------------------- | ---------------------------------- |
| 2018年 | （ASC北海道レディース）             | 実施せず         | （帯広北高等学校）            | 旭川実業高等学校                   |
| 2021年 | 帯広大谷高等学校                    | 0 - 2            | 旭川実業高等学校              | 室蘭アイスバーズ、北照高等学校     |
| 2022年 | 北海道大谷室蘭高等学校              | 1 - 0            | 北照高等学校                  | 帯広大谷高等学校                   |
| 2023年 | 旭川実業高等学校                    | 1 - 1 (PK 8 - 9) | 北照高等学校                  | 札幌大谷高等学校、帯広大谷高等学校 |
| 2024年 | 北照高等学校                        | 3 - 0            | 札幌大谷高等学校              | 旭川実業高等学校、帯広大谷高等学校 |

## 成績
※チーム名内の「北海道」は省略する。
| 回 | 年度 | 優勝             | 2位                | 3位                      | 4位                      | 5位                      | 6位                      | 7位               | 備考 |
| -- | ---- | ---------------- | ------------------ | ------------------------ | ------------------------ | ------------------------ | ------------------------ | ----------------- | --- |
| 1  | 2006 | 文教大明清高校   | ASC adooma         | クラブフィールズ・リンダ | Jシーガル                |                          |                          |                   | |
| 2  | 2007 | 文教大明清高校   | Jシーガル          | ASC adooma               | クラブフィールズ・リンダ | 室蘭大谷高校             | BP函館キルティ           |                   | |
| 3  | 2008 | 文教大明清高校   | ASC adooma         | 室蘭大谷高校             | Jシーガル                | クラブフィールズ・リンダ | サンクFC HABATAKE        |                   | |
| 4  | 2009 | 文教大明清高校   | 室蘭大谷高校       | ASC adooma               | クラブフィールズ・リンダ | サンクFC HABATAKE        |                          |                   | 次シーズンよりASC adomaはノルディーア北海道と改名しチャレンジリーグに参戦                                                                  |
| 5  | 2010 | 室蘭大谷高校     | 文教大明清高校     | クラブフィールズ・リンダ | ノルディーア・サテライト | サンクFC HABATAKE        |                          |                   | |
| 6  | 2011 | 室蘭大谷高校     | 文教大明清高校     | クラブフィールズ・リンダ | ノルディーア・サテライト |                          |                          |                   | 次シーズンより室蘭大谷高等学校が北海道大谷室蘭高等学校に改称 ノルディーア北海道が北海道リーグに降格                                        |
| 7  | 2012 | 大谷室蘭高校     | 文教大明清高校     | ノルディーア             | クラブフィールズ・リンダ |                          |                          |                   | |
| 8  | 2013 | 文教大明清高校   | ノルディーア       | 大谷室蘭高校             | クラブフィールズ・リンダ | 小樽北照Corsa'rio        |                          |                   | |
| 9  | 2014 | ノルディーア     | 文教大明清高校     | 大谷室蘭高校             | クラブフィールズ・リンダ | 札幌大学ヴィスタ         | 小樽北照Corsa'rio        |                   | 次シーズンよりノルディーア北海道がチャレンジリーグに昇格                                                                                   |
| 10 | 2015 | 文教大明清高校   | 大谷室蘭高校       | 札幌大学ヴィスタ         | クラブフィールズ・リンダ | 小樽北照Corsa'rio        |                          |                   | 次シーズンより北海道リラ・コンサドーレが参入                                                                                               |
| 11 | 2016 | 札幌大学ヴィスタ | 大谷室蘭高校       | クラブフィールズ・リンダ | 文教大明清高校           | リラ・コンサドーレ       | 小樽北照Corsa'rio        |                   | |
| 12 | 2017 | 大谷室蘭高校     | 札幌大学ヴィスタ   | クラブフィールズ・リンダ | 文教大明清高校           | リラ・コンサドーレ       | 小樽北照Corsa'rio        |                   | 次シーズンよりASC北海道レディースが参入 |
| 13 | 2018 | 札幌大学ヴィスタ | 大谷室蘭高校       | リラ・コンサドーレ       | 文教大明清高校           | クラブフィールズ・リンダ | ASCレディース            | 小樽北照Corsa'rio | 小樽北照Corsa'rioが北海道リーグから降格 |
| 14 | 2019 | 文教大明清高校   | 札幌大学ヴィスタ   | 大谷室蘭高校             | リラ・コンサドーレ       | クラブフィールズ・リンダ | ASCレディース            |                   | |
| 15 | 2020 | 札幌大学ヴィスタ | リラ・コンサドーレ | 文教大明清高校           | 大谷室蘭高校             | ASCレディース            | クラブフィールズ・リンダ |                   | ノックアウトトーナメントで実施 次シーズンより北海道文教大学明清高等学校が北海道文教大学附属高等学校に改称 次シーズンより帯広大谷高校が参入 |
| 16 | 2021 | 文教大附属高校   | 札幌大学ヴィスタ   | 大谷室蘭高校             | クラブフィールズ・リンダ | リラ・コンサドーレ       | 帯広大谷高校             |                   | 帯広大谷高校は旭川実業高校との入替戦に敗れ降格                                                                                             |
| 17 | 2022 | 札幌大学ヴィスタ | リラ・コンサドーレ | 文教大附属高校           | クラブフィールズ・リンダ | 旭川実業高校             | 大谷室蘭高校             |                   | 大谷室蘭高校は北照高校との入替戦に勝利し残留                                                                                               |
| 18 | 2023 | 札幌大学ヴィスタ | リラ・コンサドーレ | 文教大附属高校           | クラブフィールズ・リンダ | 大谷室蘭高校             | 旭川実業高校             |                   | 旭川実業高校は北照高校との入替戦に敗れ降格 ノルディーア北海道が北海道リーグに降格                                                          |
| 19 | 2024 | 札幌大学ヴィスタ | ノルディーア       | 文教大附属高校           | リラ・コンサドーレ       | クラブフィールズ・リンダ | 北照高校                 | 大谷室蘭高校      | 大谷室蘭高校が北海道リーグから降格 北照高校は札幌大谷高校との入替戦に勝利し残留                                                            |